# Приріт західноафриканський
Приріт західноафриканський (Batis occulta) — вид горобцеподібних птахів прирітникових (Platysteiridae).

## Поширення
Вид поширений в Західній Африці. Трапляється від Сьєрра-Леоне до Республіки Конго. Мешкає в тропічних вологих лісах.